# Victoria (cratera)

Victoria é uma cratera de impacto em Marte localizada a 2.05°S, 5.50°W  no Meridiani Planum, visitada pelo veículo explorador de Marte Opportunity. Ela possui por volta de 730 metros de largura, aproximadamente oito vezes o tamanho da cratera Endurance, visitada pela Opportunity nos sóis 95 a 315. Ela foi informalmente nomeada assim devido ao Victoria -um dos cinco navios de Fernão de Magalhães e o primeiro navio a circum-navegar o globo e formalmente nomeada em em honra a Victoria, Seychelles. Ao longo das bordas da cratera há vários afloramentos dentro das alcovas recuadas e promontórios, nomeados a partir dos cabos e baías que Magalhães descobriu.
A Opportunity viajou por 21 meses rumo a Victoria antes de finalmente atingir sua borda em 26 de setembro de 2006 (sol 951), na recém chamada "Baía Duck". Ao redor do rover se encontravam formações apelidadas "No Name", "cratera Duck", "cratera Emma Dean", "Sereia do Cânion", e "Kitty Clyde's Sister". A Opportunity também capturou imagens de várias alcovas ao redor, informalmente chamadas "Cabo Verde" e "Cabo Frio", e uma pequena cratera de tom brilhante do tamanho da cratera Beagle na terminação oposta de Victoria.

## Exploração
Após chegar à cratera, o rover executou uma circum-navegação parcial no sentido horário. O percurso levou aproximadamente um quarto do caminho ao redor da cratera. As várias "baías" e "cabos" receberam o nome de vários locais visitados por Fernão de Magalhães a bordo do navio Victoria.
A circum-navegação permitiu ao rover identificar possíveis pontos de entradas e saídas, criar um mapa topográfico de alta resolução da cratera e testar o software de direção atualizado. O rover investigou as camadas nas paredes de vários cabos e a natureza das riscas escuras ao norte da cratera.

### Interior
Após uma tempestade de poeira em escala planetária ter atrasado sua entrada na cratera por seis semanas e ameaçado a sobrevivência de ambos os rovers, a Opportunity finalmente entrou a cratera em um ponto na Baía de Duck. A entrada foi precedida por um teste de manobra no sol 1291 para determinar o grau de deslizamento e confirmar as estratégias de saída, seguida da entrada no sol 1293. Durante a estadia do rover no interior da cratera, dados foram coletados de camadas de rocha dentro da cratera e imagens de alta resolução foram obtidas em Cabo Verde.
O rover deixou o interior da cratera no sol 1634 (29 de agosto de 2008) após ter experimentado o mesmo pique de voltagem que precedeu o mal funcionamento da roda frontal direita da sonda gêmea Spirit. Após uma circum-navegação parcial em sentido anti-horário, o rover partiu rumo ao seu próximo destino, a cratera Endeavour.

## Ver também

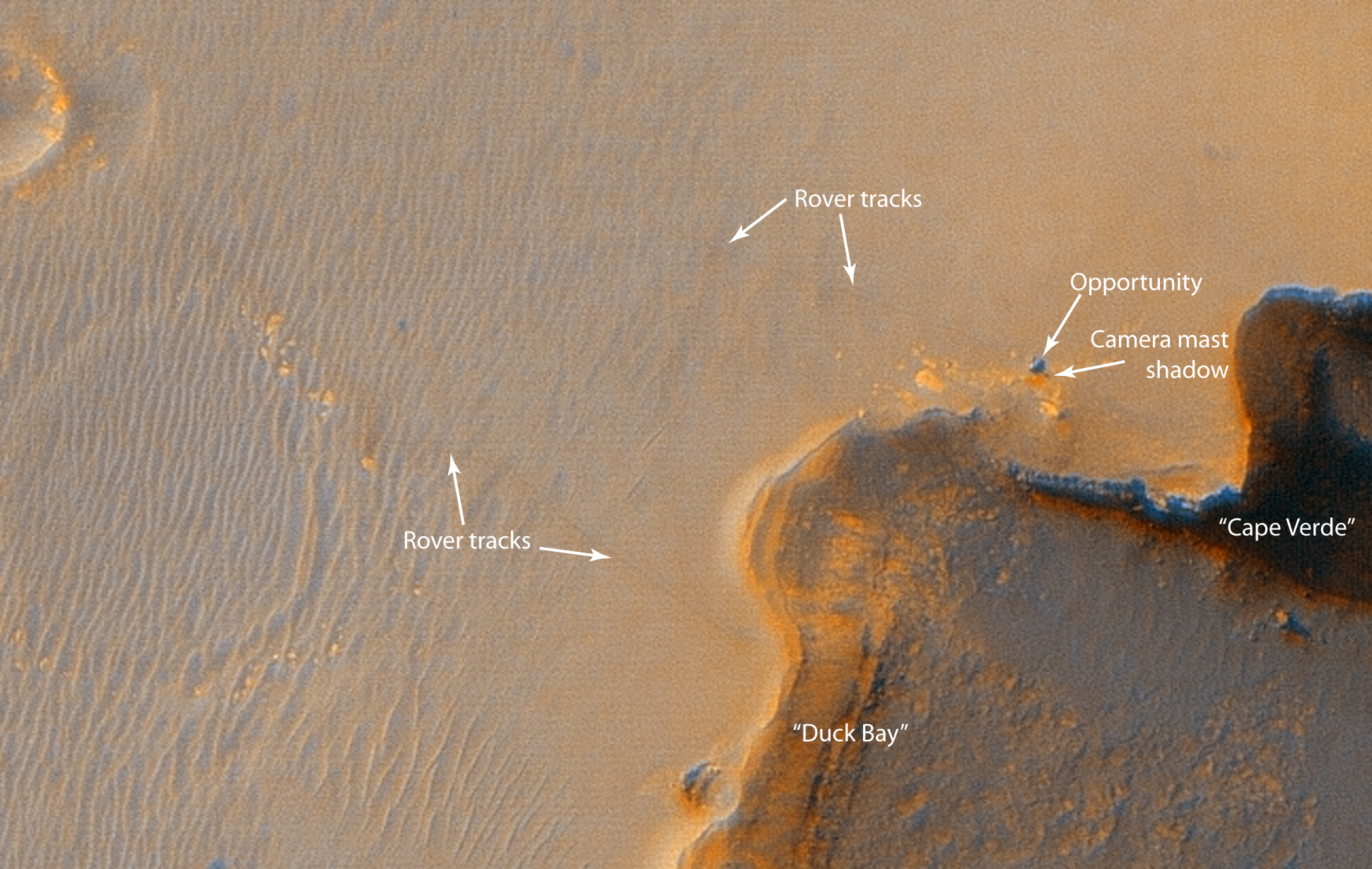
O veículo explorador de Marte Opportunity na borda de Victoria fotografado pela Mars Reconnaissance Orbiter.

### Outras crateras visitadas pelaOpportunity(MER-B)
- Eagle
- Fram
- Endurance
- Argo
- Vostok
- Erebus
- Beagle
- Emma Dean